# Fiston Mayele
Fiston Mayele Kalala (ur. 24 czerwca 1994 w Mbuji-Mayi]) – piłkarz z Demokratycznej Republiki Konga grający na pozycji napastnika. Od 2023 jest zawodnikiem klubu Pyramids FC.

## Kariera klubowa
Swoją karierę piłkarską Mayele rozpoczął w klubie Young Leaders FC, w którym zadebiutował w 2013 roku. Następnie występował w takich klubach jak: FC Tshakwiz (2014-2015), JS Likasi (2015-2017) i US Panda (2017-2018). W 2018 roku przeszedł do AS Vita Club. W sezonach 2018/2019 i 2019/2020 wywalczył z nim dwa wicemistrzostwa Demokratycznej Republiki Konga. W 2021 roku został zawodnikiem tanząńskiego Young Africans SC. W sezonach 2021/2022 i 2022/2023 wywalczył z nim dwa dublety - mistrzostwo i Puchar Tanzanii. W 2023 roku został piłkarzem egipskiego Pyramids FC.

## Kariera reprezentacyjna
W reprezentacji Demokratycznej Republiki Konga Mayele zadebiutował 17 stycznia 2021 w wygranym 1:0 meczu Mistrzostw Narodów Afryki 2020 z Kongiem, rozegranym w Duali. W 2024 roku powołano go do kadry na Puchar Narodów Afryki 2023. Rozegrał w nim cztery mecze: grupowe z Marokiem (1:1) i z Tanzanią (0:0), półfinałowy z Wybrzeżem Kości Słoniowej (0:1) i o 3. miejsce z półfinałowy z Południową Afryką (0:0, k. 5:6).